# Compas (album)
Compas è il nono album discografico in studio del gruppo musicale francese di origine gitana spagnola Gipsy Kings, pubblicato nel 1997.

## Tracce
1. Ami Wa Wa (Solo Por Ti) – 4:02
2. Una Rumba Por Aqui – 4:24
3. Mira la Itana Mora – 6:55
4. Recuerdo Apasionado – 4:04
5. La Fiesta Comenza – 3:03
6. Sueño de Noche – 5:56
7. Que Si, Que No (Funiculi Funiculi) – 3:19
8. Canto a Brazil – 4:15
9. Obsesion de Amor – 5:09
10. Mi Niño – 3:16
11. Di Me – 5:40
12. Lo Mal y Lo Bien – 3:03
13. Amor Gitano – 7:28
14. Salsa de Noche – 3:29
15. Ami Wa Wa (Solo Por Ti) [Remix] – 3:37

## Formazione

### Gipsy Kings
- Nicolas Reyes - voce, chitarra, percussioni, cori
- Patchai Reyes - voce, chitarra, battito delle mani, cori
- Pablo Reyes - chitarra, cori
- Canut Reyes - chitarra, cori
- Andre Reyes - voce, chitarra, cori
- Tonino Baliardo - chitarra

#### Altri musicisti
- Pino Palladino - basso, chitarra acustica, chitarra elettrica
- Manu Katché - batteria
- Jon Carin - chitarra, tastiere, sintetizzatore, percussioni, cori
- Andres Levin - tastiere, campionatore
- Naná Vasconcelos - percussioni
- Hossam Ramzy - percussioni egiziane
- Nigel Shaw - flauto, fischio
- Shawn Farrenden - didgeridoo
- Brian Edwards - sassofono
- Eddie Thornton - tromba
- Trevor Edwards - trombone
- Cynthia Taylor - vibrafono
- Phil Taylor - vibrafono
- Aboud Abdel Ali - violino

## Classifiche
| Paese       | Posizione più alta |
| ----------- | ------------------ |
| Austria     | 42                 |
| Paesi Bassi | 46                 |
| Stati Uniti | 97                 |
| Svizzera    | 46                 |